# Хон

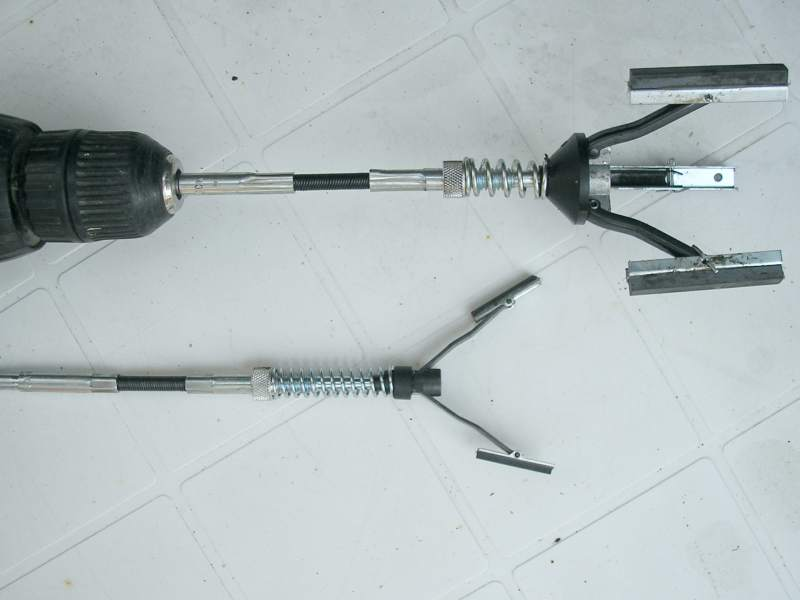
Ручна хонінгувальна головка

Хон — інструмент для чистової обробки поверхонь. Різальними інструментами хона є зазвичай 3-5 абразивних дрібнозернистих брусків, які закріплені на жорсткій оправі. Процес обробки за допомогою хона називається хонінгування.